# Dimaro Folgarida
Dimaro Folgarida ist eine italienische Gemeinde (comune) mit 2116 Einwohnern (Stand 31. Dezember 2023) in der Provinz Trient (Region Trentino-Südtirol). Sie ist Teil der Talgemeinschaft Comunità della Valle di Sole.

## Geographie
Der Hauptort Dimaro liegt etwa 35 Kilometer nordnordwestlich von Trient auf der orographisch rechten Talseite im Val di Sole am nördlichen Rand des Naturparks Adamello-Brenta.

## Geschichte
Die Gemeinde Dimaro Folgarida entstand 2016 aus dem Zusammenschluss der bis dahin selbstständigen Gemeinden Dimaro und Monclassico.

## Verwaltungsgliederung
Neben Dimaro (Gemeindesitz) gehören zur Gemeinde noch die Fraktionen: Carciato, der Wintersportort Folgarida, Monclassico und Presson.